# Husby-Sjutolfts församling
Husby-Sjutolfts församling var en församling i Uppsala stift och i Enköpings kommun i Uppsala län. Församlingen uppgick 2010 i Litslena församling.

## Administrativ historik
Församlingen har medeltida ursprung. 
Församlingen utgjorde till 1 maj 1921 ett eget pastorat för att därefter till 1962 vara annexförsamling i pastoratet Litslena och Husby-Sjutolft. Från 1962 till 2010 ingick församlingen i Villberga pastorat. Församlingen uppgick 2010 i Litslena församling som 2013 uppgick i Villberga församling.

## Kyrkor
- Husby-Sjutolfts kyrka